# Almagro (Samar)
Pour les articles homonymes, voir Almagro.
Almagro est une municipalité et une île de la province de Samar aux Philippines.
La municipalité a 11 024 habitants au recensement de 2010 et comporte 23 barangays répartis sur les deux îles voisines d'Almagro et de Karikiki.
Les deux îles, situées dans la mer de Samar, sont séparées de 12 kilomètres ; leur superficie est respectivement de 27 km2 pour Almagro, île volcanique avec le mont Opow à 503 mètres d'altitude, et de 1,8 km2 pour Karikiki.